# Quilderic I
Quilderic (? ~436 - Tournai, Bèlgica, 481) fou rei dels francs salis.
Va succeir al seu pare Meroveu vers el 457, però poc després va ser enderrocat i es va refugiar en la cort del rei Visí o Bisi (Visinus) dels turingis. Allà sembla haver seduït la reina Bisina o Visina, dona de Visí, que es va convertir en la seva amant.
Egidi, general romà, va poder governar sobre els francs i els gals, però Guinomon (Winomundus) i Viomedes, partidaris del rei deposat, van anar minant el suport dels magnats francs al rei Egidi i al seu fill Siagri. Quilderic va poder tornar i va recobrar l'autoritat sobre el seu poble, cap al 463. La reina Bisina va fugir de Turíngia i es va reunir amb Quilderic poc de temps després.
Quilderic es va casar amb Bisina i d'aquest enllaç va néixer el futur rei Clodoveu I o Ilodwing. Quilderic I havia intentat apoderar-se de Paris dues vegades, sense èxit.
Mort el 481, la seva tomba és situada a l'església de Sant Brice a Tournai. El seu nom vol dir 'potència en guerra' i no se sabria molta cosa d'aquest rei si no fos perquè es va trobar la seva tomba l'any 1653 a Tournai. Mesurava uns 1,80 m, portava amb ell tot d'objectes valuosos com seda, armes, joies... En el dit portava un anell en què s'hi podia llegir en llatí "Quilderic, rei" i gràcies a aquest se'l va poder identificar. En la tomba, el van enterrar amb els seus cavalls i una toga, fet que ens demostra que els germans a qui els romans anomenaven bàrbars no n'eren tant de bàrbars perquè fins i tot es van acomodar a la cultura grecoromana